# Wieszczek
Wieszczek (Pyrrhocorax graculus) – gatunek średniej wielkości ptaka osiadłego z rodziny krukowatych (Corvidae). Występuje w górach Eurazji i północno-zachodniej Afryki. Wyjątkowo zalatuje do Polski. Nie jest zagrożony.

## Podgatunki i zasięg występowania
Wieszczek zamieszkuje w zależności od podgatunku:
- Pyrrhocorax graculus graculus – Europa Południowa od gór Półwyspu Iberyjskiego przez Pireneje, Alpy, góry Korsyki po góry Bałkanów oraz góry Atlas w północno-zachodniej Afryce. Wyjątkowo zalatuje w Tatry, w Polsce obserwowany ok. 5 razy (ale jeszcze w połowie XIX w. widziano niewielkie kolonie lęgowe)[6].
- Pyrrhocorax graculus digitatus – góry Azji Mniejszej i Lewantu po Zagros i góry południowo-zachodniego Iranu.
- Pyrrhocorax graculus forsythi – góry Azji Środkowej od Afganistanu, przez Himalaje, Tienszan po Sajany i góry środkowych Chin.

## Morfologia
WyglądObie płci ubarwione jednakowo. Upierzenie całkowicie czarne z metalicznym połyskiem, najmocniejszym na skrzydłach. Dziób żółty, nogi czerwone. Młode podobne do dorosłych, ale bez połysku, z ciemnymi nogami i zazwyczaj ciemną końcówką dzioba.
Wymiary średniedługość ciała: 37–40 cm
rozpiętość skrzydeł: 75–80 cm
masa ciała: ok. 200–300 g

## Ekologia i zachowanie

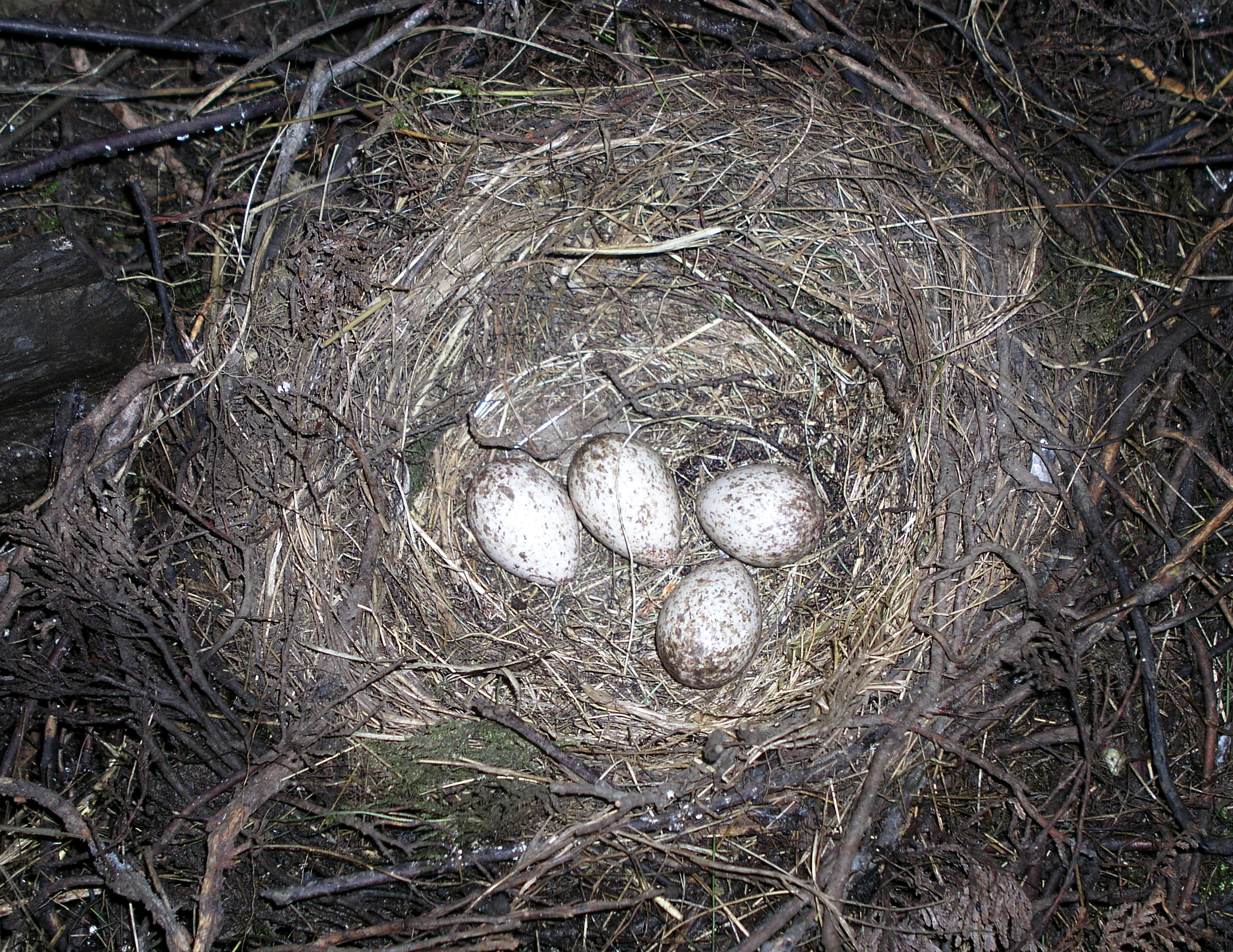
Gniazdo z jajami

BiotopGóry, powyżej 1800 m n.p.m. (do 4000 m n.p.m. w Afryce i 3000 m n.p.m. w Alpach), w piętrze alpejskim.
GniazdoNa niedostępnych ścianach skalnych, rzadziej w szczelinach murów. Często gnieździ się kolonijnie.
JajaWyprowadza jeden lęg w roku, składając w maju–czerwcu (Europa, Afryka) lub czerwcu-lipcu (Lewant) 3–5 białawych jaj, z różowym (rzadziej zielonkawym) tłem i ciemnobrązowymi lub czerwonawymi cętkami.
WysiadywanieJaja wysiadywane są przez okres 18 do 21 dni wyłącznie przez samicę.
PożywieniePokarm zarówno zwierzęcy (owady, mięczaki), jak i roślinny (jagody, nasiona).

## Status i ochrona
IUCN uznaje wieszczka za gatunek najmniejszej troski (LC, Least Concern) nieprzerwanie od 1988 roku. Liczebność światowej populacji, wstępnie obliczona w oparciu o szacunki organizacji BirdLife International dla Europy z 2015 roku, zawiera się w przedziale 1–2,6 miliona dorosłych osobników. Globalny trend liczebności populacji oceniany jest jako stabilny.
Na terenie Polski gatunek ten jest objęty ścisłą ochroną gatunkową.